# Bayan Obo
Bayan Obo, tidigare romaniserat Paiyunopo, är en gruvdistrikt  i Baotou i Inre Mongoliet, Folkrepubliken Kina.
Bayan Obo är mongoliska och betyder "rikt röse", där "röse" (ovoo) syftar på den typ schamanistiska stenrösen som är vanliga i Mongoliet. 1927 upptäckte den kinesiske geologen Ding Daoheng att det fanns rika mineralfyndigheter på orten.
En av världens största fyndigheter av sällsynta jordartsmetaller finns på orten, som 2005 stod för 45 procent av världsproduktionen.
I satellitbilden till höger markeras vegetation med rött, gräsmarker med ljusbrunt, stenar är svarta och vattenytor är gröna. Två runda dagbrott är synliga liksom ett stort antal slaggdammar och slagghögar.
Kina producerade cirka 81 000 ton sällsynta jordartsmetaller 2001 och siffran steg till 120 000 år 2006. Enligt det kinesiska Sällskapet för sällsynta jordartsmetaller så frigörs 9 600 till 12 000 kubikmeter av avfallsgas - som innehåller fluorvätesyra, svaveldioxid och svavelsyra - för varje ton sällsynta jordartsmetaller som bryts. Ungefär 75 kubikmeter av surt avloppsvatten samt ungefär ett ton radioaktiva avfallsrester frigörs också per ton.